# Кузьмін Андрій Едуардович
Андрій Едуардович Кузьмін (рос. Андрей Эдуардович Кузьмин; 5 квітня 1981, м. Пенза, СРСР) — російський хокеїст, лівий нападник. Виступає за «Спартак» (Москва) у Континентальній хокейній лізі.

## З життєпису
Вихованець хокейної школи «Дизель» (Пенза). Виступав за «Дизель» (Пенза), ТХК (Твер), «Динамо» (Москва), ЦСК ВВС (Самара), «Молот-Прикам'я» (Перм), «Торпедо» (Нижній Новгород), «Нафтохімік» (Нижньокамськ), «Ак Барс» (Казань), «Спартак» (Москва), «Металург» (Новокузнецьк).
Досягнення
- Володар Кубка Гагаріна (2009).